# داستان فقط به همین دلیل
داستان فقط به همین دلیل (انگلیسی: Just-so story) در علم و فلسفه، یک داستان فقط یک توضیح روایی غیر آزمون پذیری برای یک عمل فرهنگی، یک صفت بیولوژیکی یا رفتار انسان یا حیوانات دیگر. بیانی تحقیرآ» یز، نقدی ضمنی است که ماهیت اساساً تخیلی و غیرقابل اثبات چنین توضیحی را به شنونده یادآوری می‌کند. چنین داستان‌هایی در ژانرهای فولکلو مانند اسطوره رایج هستند (جایی که به عنوان اسطوره‌های علت شناختی شناخته می‌شوند - به علت‌شناسی مراجعه کنید). یک اصطلاح کمتر تحقیرآمیز داستان پورکویی است که معمولاً برای توصیف نمونه‌های اسطوره‌ای یا سنتی‌تر این ژانر با هدف کودکان استفاده می‌شود.